# Methanococcoides burtonii
Espèce
Methanococcoides burtonii  est une espèce d'archées méthanogènes de la famille des Methanosarcinaceae. Elle a été découverte au fond du lac Ace, en Antarctique, en milieu anoxique (privé d'oxygène), où la température avoisine 0,6 °C, et a été nommée en l'honneur de Harry R. Burton, un limnologiste qui a découvert la présence de méthane dans le lac Ace.